# 香港五隧一橋
香港五隧一橋有限公司（英語：Hong Kong Link 2004 Limited）是一間由香港特區政府全資擁有的公司，是「五隧一橋」債券及票據的發行人。
2004年，香港五隧一橋發行60億港元的債券，其中零售債券分為三年期、五年期及七年期（目前已過期）。香港五隧一橋的債券是由隧橋費收入債券支持。隧橋費收入債券代表著收取相當於香港五隧一橋隧橋費收入淨額的權利。有關債券亦有在香港交易所上市，三年期、五年期及七年期零售債券上市編號分別是2586、2587及2588。
五隧一橋指五條香港隧道及一條香港跨海大橋，包括有：
- 香港仔隧道
- 紅磡海底隧道
- 獅子山隧道
- 城門隧道
- 將軍澳隧道
- 青嶼幹線（包括青馬大橋）

## 外部連結
- 香港五隧一橋有限公司